# Luiz Bonfá

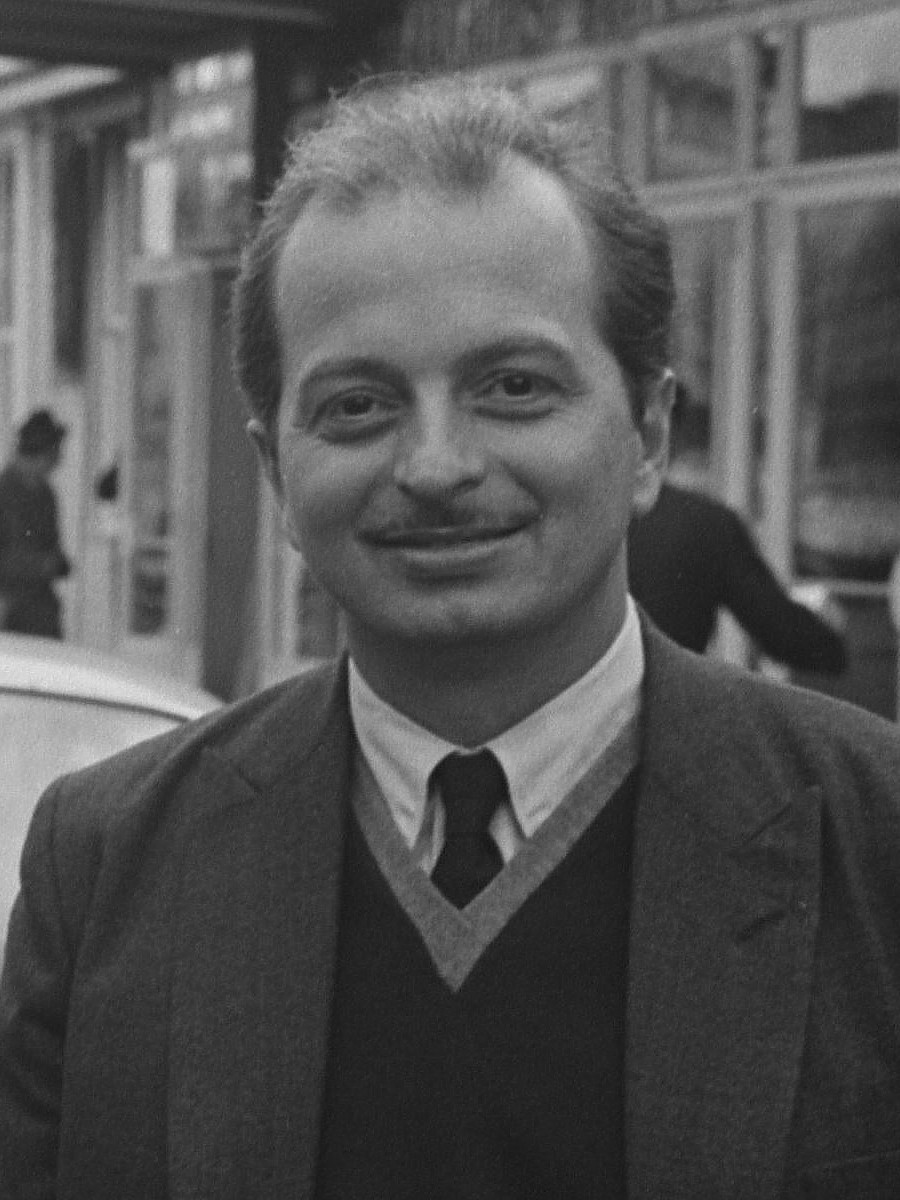
Bonfá (1962)

Luiz Floriano Bonfá (* 17. Oktober 1922 in Rio de Janeiro; † 12. Januar 2001 ebenda) war ein brasilianischer Komponist, Sänger und Gitarrist und wichtiger Vertreter der Bossa Nova, einer populären brasilianischen Musikrichtung. In seiner langen Karriere nahm er über 50 Alben auf. Zu seinen bekanntesten Kompositionen zählen Manhã de Carnaval und Samba de Orfeu (beide 1959) sowie das englischsprachige The Gentle Rain (1965).

## Leben
Luiz Bonfá wuchs in Rio de Janeiro auf und lernte zunächst autodidaktisch Gitarre spielen. Im Alter von zwölf Jahren erhielt er von Isaías Sávio klassischen Gitarrenunterricht. Diese wöchentlichen Unterrichtsstunden waren mit einem langen und zeitaufwendigen Hin- und Rückweg verbunden, da sich das Elternhaus von Bonfá am westlichen Stadtrand von Rio de Janeiro befand und Sávio in den Hügeln von Santa Teresa wohnte. Angesichts der großen Anstrengungen und des außerordentlichen Talents seines Schülers verzichtete Sávio häufig auf eine Entlohnung seiner Dienste.
Bonfá wurde in Brasilien erstmals einem breiteren Publikum bekannt, als man ihn 1947 im Rádio Nacional in einer Sendung für Nachwuchstalente vorstellte. Er war in den späten 1940er Jahren auch Mitglied der Vokalgruppe Quitandinha Serenaders. In den 1950er Jahren wurden einige seiner Kompositionen vom brasilianischen Sänger Dick Farney interpretiert und aufgezeichnet. Farney machte Bonfá auch bekannt mit Antônio Carlos Jobim und Vinícius de Moraes, dem führenden Songwriter-Team hinter dem weltweiten Erfolg der brasilianischen Bossa Nova in den späten 1950er und 1960er Jahren.
Bonfá arbeitete 1956 mit diesen und mit anderen prominenten brasilianischen Musikern und Künstlern in der Produktion Orfeu da Conceição von Vinícius de Moraes, die einige Jahre später Marcel Camus als Vorlage für seinen legendären Film Orfeu Negro (Black Orpheus) diente. Für den 1959 erschienenen Film lieferten Bonfá und Jobim den Soundtrack. Das darin enthaltene Manhã de Carnaval, das Bonfá komponiert hatte, entwickelte sich zu einem Jazzklassiker. Ein weiteres bekanntes Stück aus dem Soundtrack war Samba de Orfeu.
In den 1960er Jahren wurde die Bossa Nova auch international bekannt. Dazu trug vor allem das Bossa-Nova-Festival von 1962 in der Carnegie Hall in New York bei, zu dem Bonfá zusammen mit einer Reihe weiterer brasilianischer Künstler, darunter João Gilberto, Oscar Castro-Neves und Sérgio Mendes, eingeladen wurde. Im Januar 1963 reiste Bonfá für die Aufnahmen zu Luiz Bonfá e Caterina Valente nach Deutschland. Mit der Sängerin Caterina Valente und dem Orchester von Addy Flor nahm er in drei Tagen eine portugiesische und eine italienische Fassung des Bossa-Nova-Albums auf. Ebenfalls 1963 spielte Bonfá mit Stan Getz das Album Jazz Samba Encore ein, das zu den Höhepunkten der Bossa Nova zählt.
Mitte der 1960er Jahre verließ Bonfá wie viele andere Musiker Brasilien und ging in die Vereinigten Staaten, da der Militärputsch von 1964 das politisch-gesellschaftliche Klima in Brasilien vollständig verändert hatte.
Bonfá blieb in den Staaten bis 1975 und arbeitete zusammen mit US-amerikanischen Künstlern wie Paul Winter, Quincy Jones, George Benson, Steve Lawrence und Frank Sinatra. Für Elvis Presley komponierte er den Titel Almost In Love. Er nahm auch zahlreiche Soloalben auf, darunter das bekannte The Brazilian Scene von 1966. Bonfá blieb den USA auch nach seiner Rückkehr nach Brasilien verbunden, geriet aber in seinen letzten Jahrzehnten etwas in Vergessenheit. Sein letztes Album Almost in Love von 1996 war eine Zusammenarbeit mit der brasilianischen Sängerin Ithamara Koorax. Bonfá starb 2001 im Alter von 78 Jahren an den Folgen einer Prostatakrebs-Erkrankung.

## Diskografie

### Soloalben (Auswahl)
- 1955: Luiz Bonfá
- 1957: Alta Versatilidade
- 1957: Violão Boêmio
- 1958: Ritmos Continentais
- 1958: Meu Querido Violão
- 1959: Amor! The Fabulous Guitar Of Luiz Bonfá
- 1959: O Violão De Luiz Bonfá
- 1962: O Violão E O Samba
- 1962: Brazil's King of the Bossa Nova and Guitar
- 1963: Plays And Sings Bossa Nova
- 1963: Recado Novo De Luiz Bonfá
- 1963: Violão Boêmio Vol.2
- 1966: The Brazilian Scene
- 1967: Luiz Bonfá
- 1967: Luiz Bonfá Plays Great Songs
- 1968: Black Orpheus Impressions
- 1968: Bonfá
- 1970: The New Face Of Luiz Bonfá
- 1971: Sanctuary
- 1972: Introspection
- 1973: Jacarandá
- 1974: Manhattan Strut
- 1991: The Bonfá Magic
- 1996: Sambolero
- 2005: Solo In Rio 1959

### Kollaborationen (Auswahl)
- 1956: De Cigarro Em Cigarro mit Jorge Henrique
- 1956: Noite E Dia mit Eduardo Lincoln
- 1956: Orfeu Da Conceição mit Antônio Carlos Jobim, Vinícius de Moraes und Roberto Paiva
- 1958: Bonfafa mit Fafá Lemos
- 1960: O Voz E O Violão mit Norma Suely
- 1962: Bossa Nova at Carnegie Hall mit Oscar Castro-Neves und Agostinho Do Santos
- 1963: Luiz Bonfá e Caterina Valente mit Caterina Valente
- 1963: Jazz Samba Encore mit Stan Getz
- 1964: Rio mit Paul Winter
- 1965: Braziliana mit María Toledo
- 1967: Maria Toledo Sings The Best Of Luiz Bonfá mit María Toledo
- 1967: Steve & Edie, Bonfá & Brazil mit Steve Lawrence und Eydie Gormé
- 1978: Bonfá Burrows Brazil mit Don Burrows
- 1989: Nonstop To Brazil mit Gene Bertoncini
- 1996: Almost In Love mit Ithamara Koorax

### Soundtracks
- 1959: Orfeu Negro (Black Orpheus) mit Antônio Carlos Jobim
- 1965: The Gentle Rain mit Eumir Deodato